# Sint-Martinuskerk (Griethausen)
De Sint-Martinuskerk (Duits: Kirche St. Martin) is een rooms-katholieke parochiekerk aan het Martinusplatz te Griethausen, (Noordrijn-Westfalen).

## Geschiedenis
Het oudste deel van de drieschepige basiliek is het in het tweede kwart van de 15e eeuw als eenschepige kapel gebouwde middenschip. Rond 1500 werd de kerk met een noordelijk zijschip vergroot en er werd een westelijke toren voorgezet. Het zuidelijk zijschip werd pas in 1850 aangebouwd. De drie verdiepingen tellende toren wordt door een polygonaal traptorentje begeleid. De toren heeft spitsbogige blindnissen en werd in de 18e eeuw van een met leien gedekt piramidedak voorzien.
De ribgewelfde torenhal is naar het kerkschip via grote spitsbogen geopend. Daarboven bevond zich vroeger het tegenwoordig dichtgemetselde westelijke venster van de oorspronkelijke kapel. Aan het middenschip bevindt zich een koor met 5/8 afsluiting. De oude sacristie aan het noordelijke zijschip heeft de vorm van een polygonaal gesloten koor en wordt tegenwoordig als doopkapel gebruikt.
Na de beschadigingen van de kerk in de Tweede Wereldoorlog vond tot 1953 herstelwerk plaats.

## Interieur

### Sacramentshuis
Blikvanger in het koor is het laat-gotische tabernakel van zandsteen werd gebouwd in het begin van de 16e eeuw. De vierzijdige behuizing staat op een voetstuk en is van een opzet voorzien, die tot aan het gewelf reikt. De beelden aan het voetstuk werden vernieuwd; de beelden aan de behuizing staan op consoles en onder baldakijnen.

### Andere bezienswaardigheden
- Het koperen doopvont uit 1808 op een smeedijzeren voet staat in de torenhal en wordt als wijwaterbekken gebruikt.
- Het crucifix in de doopkapel dateert uit het midden van de 15e eeuw, de kleuren zijn verloren gegaan.
- Bij de Moeder Gods uit het einde van de 15e eeuw werden de kroon en de scepter van Maria en het bovenste deel van het Kind vernieuwd. De kleuren zijn van recentere datum.
- Het beeld van Antonius van Egypte stamt uit de 16e eeuw, de kleuren werden later aangebracht.
- De heilige Johannes de Evangelist wordt aan de beeldhouwer H. van Holt toegeschreven.
- Het altaarkruis uit het eerste kwart van de 16e eeuw wordt aan H. Douverman toegeschreven.
- De piëta werd in de jaren 1530-1540 gemaakt en zou in het atelier van H. van Holt zijn gemaakt.
- Een olieverfschilderij met een voorstelling van de calvarieberg werd in het derde kwart van de 16e eeuw vervaardigd.